# Moros
Moros em grego clássico: Μόρος; romaniz.: Móros), na mitologia grega, e equivalente ao Fato (em latim: Fatum) da mitologia romana, era o espírito personificado (daimon) do destino, irmão de Tânato e Quer e filho de Nix e Érebo. Segundo Ésquilo, Prometeu salvou a humanidade da miséria ao tomar a previsão de sua própria condenação (moros) e substituí-la por uma falsa esperança (élpis).